# アラブ・タイムズ
アラブ・タイムズ（アッシャルク・アルアウサト、アラビア語: عرب تايمز）は、アメリカ合衆国のヒューストンに本部を置くアラビア語日刊高級紙。1986年創刊。